# Apogon latus
Apogon latus är en fiskart som beskrevs av Cuvier 1828. Apogon latus ingår i släktet Apogon och familjen Apogonidae. Inga underarter finns listade i Catalogue of Life.